# 纽伦堡市政厅

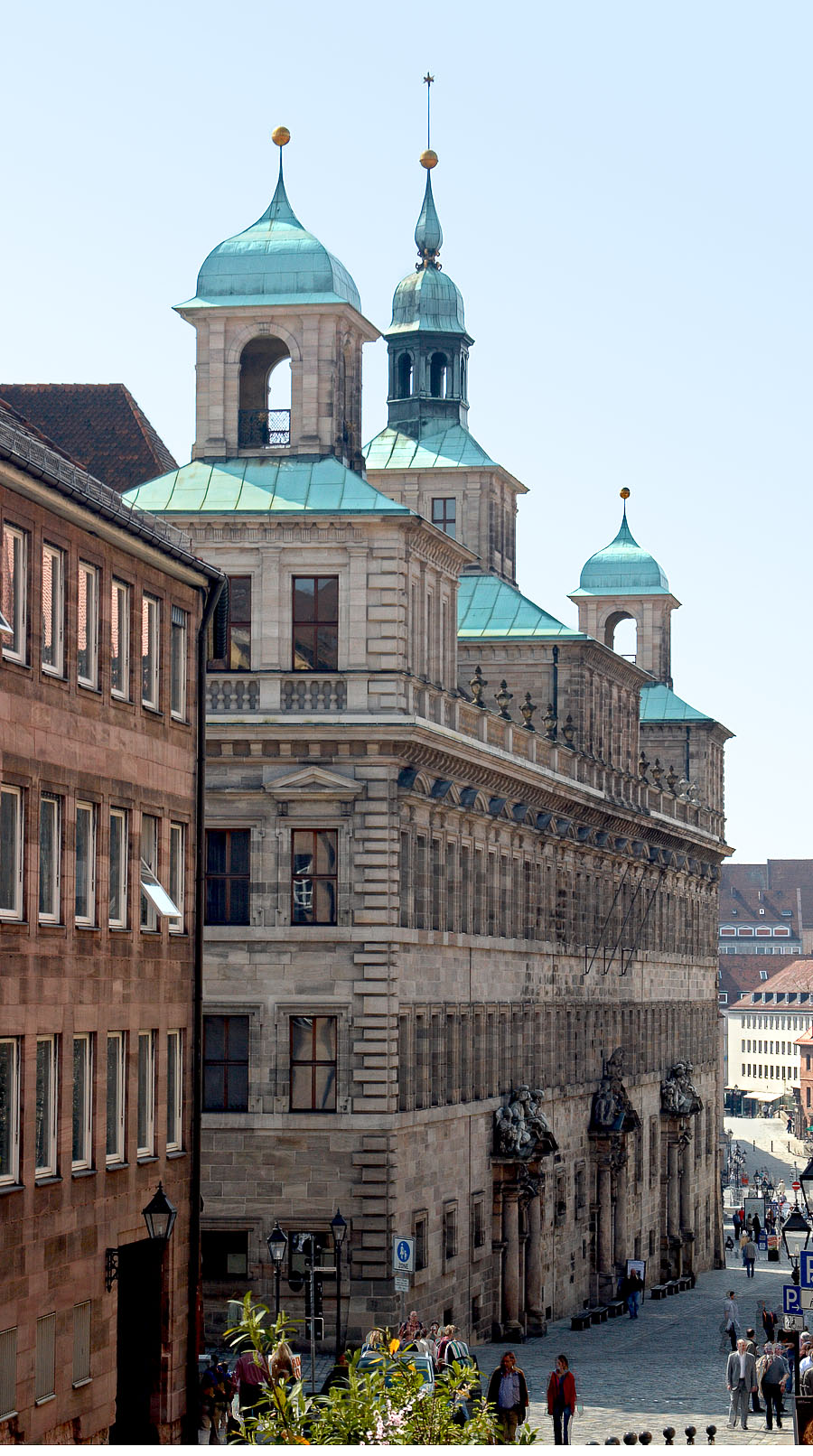
西立面

纽伦堡市政厅（Nürnberger Rathaus）位于纽伦堡老城。其文艺复兴风格的西立面与圣塞巴都堂（Sebalduskirche）相对，建筑师为小雅各·沃尔夫（1571－1620年），第二次世界大战期间遭严重破坏，1950年代重建。哥特式大厅为阿尔布雷希特·丢勒设计。毗邻为美泉（Schöne Brunnen），以及1954年至1956年建成的新市政厅（Neuen Rathaus），这座建筑取代了旧市政厅和大集市广场（Hauptmarkt）之间在战争中被摧毁的一排房屋。